# Клей-Сентер (Небраска)
Клей-Сентер (англ. Clay Center) — місто (англ. city) в США, в окрузі Клей штату Небраска. Населення — 735 осіб (2020).

## Географія
Клей-Сентер розташований за координатами 40°31′32″ пн. ш. 98°3′18″ зх. д. / 40.52556° пн. ш. 98.05500° зх. д. (40.525522, -98.054947).  За даними Бюро перепису населення США в 2010 році місто мало площу 1,88 км², уся площа — суходіл.

## Демографія
Згідно з переписом 2010 року, у місті мешкало 760 осіб у 332 домогосподарствах у складі 214 родин. Густота населення становила 405 осіб/км².  Було 360 помешкань (192/км²).
Расовий склад населення:
| - 95,4 % — білих - 0,4 % — чорних або афроамериканців - 0,1 % — азіатів - 2,2 % — осіб інших рас |

До двох чи більше рас належало 1,8 %. Частка іспаномовних становила 4,6 % від усіх жителів.
За віковим діапазоном населення розподілялося таким чином: 23,7 % — особи молодші 18 років, 59,3 % — особи у віці 18—64 років, 17,0 % — особи у віці 65 років та старші. Медіана віку мешканця становила 42,8 року. На 100 осіб жіночої статі у місті припадало 98,4 чоловіків;  на 100 жінок у віці від 18 років та старших — 98,6 чоловіків також старших 18 років.
Середній дохід на одне домашнє господарство  становив 59 481 долар США (медіана — 56 333), а середній дохід на одну сім'ю — 67 989 доларів (медіана — 67 500). Медіана доходів становила 41 813 долари для чоловіків та 27 500 доларів для жінок. За межею бідності перебувало 6,6 % осіб, у тому числі 12,7 % дітей у віці до 18 років та 3,2 % осіб у віці 65 років та старших.
Цивільне працевлаштоване населення становило 484 особи. Основні галузі зайнятості: освіта, охорона здоров'я та соціальна допомога — 18,0 %, роздрібна торгівля — 13,2 %, будівництво — 13,0 %.